# Selekční jazyk
Selekční jazyk je uměle vytvořený informační jazyk, který je určený k vyjádření obsahu a formy informačního zdroje nebo informačního dotazu. Česká terminologická databáze knihovnictví a informační vědy TDKIV definuje selekční jazyk (indexing language) jako „umělý informační jazyk používaný k vyjádření identifikačních nebo obsahových selekčních údajů za účelem pořádání, ukládání a vyhledávání dokumentů.“

## Dělení selekčních jazyků
Selekční jazyky lze na nejvyšší úrovni rozdělit na identifikační selekční jazyky a věcné selekční jazyky. Identifikační selekční jazyky slouží pro popis a vyhledávání podle formálních charakteristik dokumentu – např. jméno či identifikátor autora, počet stran, místo nebo rok vydání dokumentu atd. Příkladem identifikačního selekčního jazyka jsou např. Jmenné autority ČR spadající spolu s věcnými autoritami (viz dále) pod Národní autority České republiky. Věcné selekční jazyky slouží pro popis a vyhledávání podle věcných / obsahových charakteristik dokumentu, tj. tématu. Věcné selekční jazyky lze podle typu používaných lexikálních jednotek dále rozdělit na předmětové selekční jazyky (jazyky na bázi přirozeného jazyka, formulují obsah pomocí jednoho nebo více slov, např. předmětová hesla, klíčová slova nebo tezaury) a systematické selekční jazyky (umělé jazyky založené na klasifikačním systému, slovník je tvořen [lasifikačními znaky (notací), ne slovy; klasifikační znaky jsou pouze doplněny jazykovými ekvivalenty v rámci tzv. klasifikačních tabulek, např. Mezinárodní desetinné třídění). Věcné selekční jazyky lze dále dělit podle způsobu organizace lexikálních jednotek v procesu ukládání a vyhledávání, a to na věcné selekční jazyky prekoordinované a postkoordinované.
Základní dělení selekčních jazyků lze tedy schematicky vyjádřit následovně:
- Selekční jazyky
  - Identifikační selekční jazyky
  - Věcné selekční jazyky
    - podle typu používaných lexikálních jednotek
      - Předmětové (věcné) selekční jazyky
      - Systematické (věcné) selekční jazyky

    - podle způsobu organizace lexikálních jednotek v procesu ukládání a vyhledávání
      - Prekoordinované (věcné) selekční jazyky
      - Postkoordinované (věcné) selekční jazyky

## Struktura selekčního jazyka
Selekční jazyk vzniká zjednodušením přirozeného jazyka, redukuje počet užitých výrazů. Je tvořen tak, aby se zabránilo konstruování homonym a synonym.
Základní lexikální jednotkou selekčního jazyka je lexém.
Lexém vyjadřuje „určitý pojem ve formě termínu odvozeného z přirozeného jazyka, nejlépe substantiva či substantivního spojení
nebo klasifikačního znaku“
Mezi lexikálními jednotkami jsou vztahy prekoordinace a postkoordinace.
- Prekoordinovaný selekční jazyk – vztah mezi lexikálními jednotkami vzniká před formulací dotazu (resp. v procesu věcné katalogizace)
- Postkoordinovaný selekční jazyk – vztah mezi lexikálními jednotkami vzniká při formulaci dotazu (resp. v procesu vyhledávání)

## Předmětové selekční jazyky
Předmětový selekční jazyk je selekční jazyk používaný "při realizaci procesu předmětového pořádání informací jako jeho výrazový a vyjadřovací prostředek. Při předmětovém pořádání je obsah dokumentu poměrně stručně formulován pomocí jednoho slova nebo skupiny slov.“
Podle Česká terminologická databáze knihovnictví a informační vědy TDKIV lze předmětové selekční jazyky rozdělit podle charakteru lexikálních jednotek, které jsou "založené na použití klíčových slov (např. klíčová slova z názvu dokumentů, rotované rejstříky), předmětová hesla (jazyk předmětových hesel) a deskriptorové selekční jazyky."

### Deskriptorové selekční jazyky
Deskriptorové selekční jazyky jsou postkoordinované selekční jazyky, které jsou určené pro zpracování a vyhledávání prostřednictvím řízeného slovníku (tezauru).

#### Tezaurus
Tezaurus je soubor lexikálních jednotek používaný ke zpracování a vyhledávání dokumentů. "Mezi prvky tezauru jsou explicitně definovány vztahy ekvivalence, hierarchie (zpravidla nepříliš hluboké) a asociace.“ Lexikálními jednotkami tezauru jsou deskriptory a nedeskriptory.
Deskriptory se používají "ke zpracování a vyhledávání informací. Nedeskriptor je ekvivalent nebo kvaziekvivalent deskriptoru, slouží jako uživatelský vstup do tezauru, uživatel je odkázán (slovem viz nebo zkratkou ekv) k příslušnému deskriptoru.“

### Předmětová hesla
Předmětová hesla jsou prekoordinované selekční jazyky. TDKIV definuje předmětové heslo jako: „selekční jazyk používaný pro strukturní zpracování dokumentů nebo dat pomocí abecedně uspořádaných termínů nebo jejich kombinací s cílem umožnit předmětový přístup. Jeho lexikum představuje heslář (příp. pouze předmětový katalog). Lexikální jednotkou je předmětové heslo."
Tvorba předmětových hesel vychází z normy ČSN ISO 5127-2003.

### Klíčová slova
Klíčová slova jsou postkoordinovaných selekčním jazykem. Jednotlivá slova nebo slovní spojení vyjadřují sémantický obsah dokumentu. Jsou izolovaná. "Mezi první průkopníky klíčových slov patří permutované rejstříky KWIC a KWOC, jejichž základní myšlenky byly formulovány v roce 1959." Podoba klíčového slova není nijak normována a jeho podoba závisí na pravidlech institucí.

## Systematické selekční jazyky
Lexikální jednotky systematického selekčního jazyka jsou vyjádřeny notacemi. Notace je "mezinárodně srozumitelná, podle typu použitých znaků se rozlišuje alfabetická, numerická, alfanumerická, čistá, smíšená notace; podle jejich počtu např. binární notace; podle struktury se vyčleňuje strukturovaná, hierarchická, expanzivní, lineární notace.“ "Lexikální jednotky jsou uskupeny do tříd mezi kterými jsou explicitně definovány paradigmatické vztahy."

### Deweyho desetinné třídění
Deweyho desetinné třídění (DDC) vytvořil Melvil Dewey (1851–1931). Tento systém klasifikuje nebeletristická díla do hlavních deseti tříd.

### Mezinárodní desetinné třídění
Mezinárodní desetinné třídění (MDT) je nejvíce využívaným klasifikačním systémem v České republice. MDT je definováno v normě ČSN 01 0180 jako "univerzální, hierarchicky uspořádaná třídící soustava používající desetinné notace pro indexování všech druhů dokumentů, které mají vztah k jednotlivým oblastem lidského vědění".

### Třídění Kongresové knihovny
Třídění Kongresové knihovny (Library of Congress Classification, LCC) je systém, který používá Kongresová knihovna Spojených států amerických pro fyzickou organizaci sbírek. "LCC patří mezi tzv. enumerativní systémy, ve kterých je každé téma nebo dílčí heslo explicitně vyjádřeno v tabulkách třídění. Obecná hesla nebo hesla označující formu dokumentu jsou explicitně vyjmenována v každé třídě či podtřídě. Stejně jako jiné klasifikační systémy i LCC používá pomocné tabulky, které dovolují bližší specifikaci hesla."

Systematických selekčních jazyků existuje celá řada.
Jsou mezi nimi:
- dokumentové klasifikace (např. RVK – Die Regensburger Verbundklassifikation)
- ekonomické klasifikace (např. NAICS – North American Industry Classification System)
- klasifikace výrobků a služeb (např. CZ-CPA – Klasifikace produkce)
- klasifikace území (např. NUTS – Nomenclature of Territorial Units for Statistics (NUTS Statistical Regions of Europe)
- klasifikace ontologií (např. BIBO – Bibliographic Ontology)
- katalogy zdrojů na internetu (např. ČRK – Česká radiologická klasifikace).